# Asygyna
Asygyna là một chi nhện trong họ Theridiidae.